# Moldva fazekasközpontjai
A magyarság legarchaikusabb fazekas termékeit a moldvai központok állították/állítják elő. A moldvai fazekasközpontok jellemzője, hogy itt még zárt kemencékben, főként mázatlan fekete edényt állítanak elő. 
Ennek az egykor Európa szerte ismert "fekete-fazekasság"-nak az utóbbi évszázadokban Lápos, Borgó és Csík vidékén maradt fenn egy-egy központja, parasztmesterei pedig főleg Moldvában maradtak fenn, mintegy 16 faluban, javarészt a Román és Szalonc környéki falvakban vannak. E jelentős fazekasközpontok évszázadokon át látták el a hatalmas kiterjedésű vidék paraszti lakosságát a
szükséges cserépedényekkel.
A moldvai fazekasok mesterségbeli tudásában megfigyelhetők a székely hagyományok folytatása, de mint a Moldvába került magyar lakosság népi kultúrájának sok más jelenségét, a fazekasságot is a moldvai környezet egyes régi hagyományokat konzerváló gazdasági-társadalmi viszonyai, valamint a környező román etnikum együttes hatása alakította jellegzetesen "csángóssá".

## A moldvai fazekasság története
Kós Károlytól tudjuk, hogy "A moldvai csángók nem szokták az edényeket a lakóház belső díszítésére használni. A másfelé (pl: Székelyföldön) falakra díszül rakott mázas tányérokat és a fogasokra akasztott bokálykancsókat itt – az ortodox románoknál és a katolikus magyaroknál – a kendőkkel körülvett katolikus szentképek helyettesítették. Így az itteni lakosság számára készült edények alig díszített főző- vagy csak kezdetleges díszítésű vizes és tejesedények, evőtálak"
E mindennapi használatú edényeket kezdetben főleg a csíki (Csíkmadaras) fazekasoktól szerezték be, akik cserekereskedelem formájában; az otthon nem, vagy alig termő gabonafélékért (kukorica, búza) és borért látogatták Moldva vidékét. Azt, hogy már a 19. században is milyen fontos piaca volt ez a csíki edényeknek, az is mutatja, hogy a század végefelé életbe léptetett határvám idején több madarasi   fazekas is moldvai területre, a közeli Gyimespalánkára költözött át mestersége folytatása céljából.
A moldvai csángó lakosság háztartásaiban a fekete edények mellett vörösre égetett mázatlan, többnyire mégis mázas és festett díszítésű edényeket is használt, főleg tálak és csuprok formájában. E vörös   edényeknek is kis része századunk első felében Erdélyből – főleg a közeli csíki Dánfalváról és a háromszéki Bereckről, esetleg a távolabbi Korondról és a még távolabbi Tordáról –   került Moldvába, túlnyomó többsége azonban már helybeli munka, készítőik már nemzedékekkel előbb ide áttelepült mesterek leszármazottai voltak. A Székelyföldről ide települt, vörös edényt készítő fazekasok    közül néhányan egymástól elszigetelten érkeztek valamely csángó faluba, utódaik is többnyire magukban dolgoztak kis körzetük számára. Ilyen vörös edényt készítő Bereckből ide került magányos fazekas leszármazottja él Pusztinán.
A vörös mázatlan, mázas-virágos edényeket előállító fazekasok moldvai szórványos megtelepedése és utódaik munkásságából is kitűnik, hogy a fekete főző és kisedények mellett főleg az utóbbi évszázadokban a csángóság körében is megvolt, és a gyári edény elterjedéséig erősödött is az igény a díszesebb edények, főleg a mázas evő- és ivóedények iránt is. Ezt bizonyítja mindenekelőtt a legjelentősebb csángó fazekasközpont Gorzafalva fazekasságának léte, az itt dolgozó mesterek nagy száma, roppant munkatermelékenysége.

## Gorzafalva

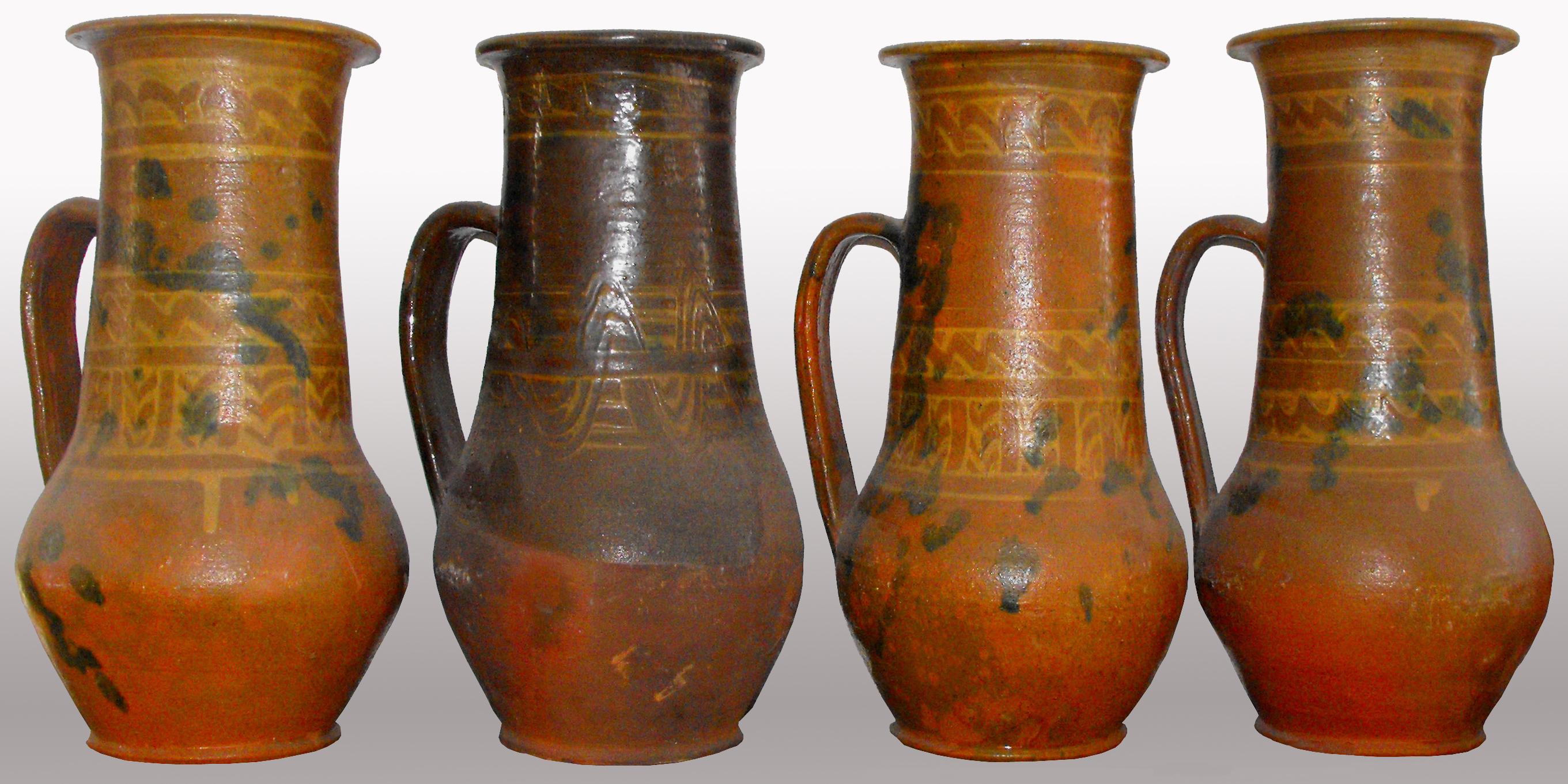
Ritka formájú, 20. századi, Gorzafalvi tejesköcsögök

Gorzafalva (Grozeşti) a Keleti-Kárpátok keleti (moldvai) felén, az Erdélyt Moldvával összekötő legjárhatóbb szorosban, az Ojtoz völgyében található. A település mintegy 360 fazekasával az ország legnagyobb fazekasközpontja; jellegzetes edényeivel máig ellátja Közép- és Dél-Moldva falvainak nagyrészét.
Moldvában csak a gorzafalvi fazekasok készítettek mázas edényt, a többiek feketeedényt égettek. Gorzafalva termékeinek Moldva jelentős részére kiterjedő piaca révén országos viszonylatban is a legjelentősebb fazekasközpontok közé tartozik. Legközelebbi versenytársainak főleg a tőle alig 60 km-re levő Szalonc környéki Frumósza és Banasin községbeli román és csángó, valamint a mintegy 100 km-re fekvő csíki Madaras olcsó fekete edényt készítő fazekasai; vagy a délkeleti irányban a 100 km-nél is távolabb fekvő Barlád környéki falvakban feketére és vörösre égetett parasztedényeket, a délre eső Focşani melletti Iveştiben pedig mázatlan vörös edényeket készítő fazekasok dolgoznak. Valóban, ezek a fazekasközpontok mázatlan fekete vagy vörös edényeikkel régóta ellátják a környékük lakosságát a legfontosabb konyhai edényekkel, amelyeknek olcsóságával a gorzafalviak nem versenyezhetnének; ezek vásárlókörzeteire, északi és déli irányban, ide a gorzafalvi edény csupán tetszetősebb (mázas és díszített) volta révén, főleg tál, tányér és csupor formájában hatolhat be. E tetszetősebb edényeket vásárolja a gorzafalviaktól, a nagyszámú fekete edénye mellé, a Bákó–Szászkút közti Szeret-menti csángóság, de Bákó, Focşani, Barlád vidékének nagy része, s kisebb részben még Galac vidékének népe is.

## Frumósza
Frumósza község csángó fazekasai feketére égetett parasztedényeket,készítenek.

## Pusztina
Pusztinán a Székelyföldről ide települt, vörös edényt készítő fazekasok egymástól elszigetelten érkezett fazekas utódok élnek, akik magukban dolgoznak kis körzetük számára. Ilyen a Bereckből ide került     Laczkó János fazekas leszármazottja, Volár István, is, akinek fazekas mesterségbeli tudása és készítményei pontosan tükrözik a környékbeli, nagyrészt csángó vásárlók igényeit.